# Wolsingham
Wolsingham – miasto i civil parish w Anglii, w hrabstwie Durham. Leży 21 km na zachód od miasta Durham i 377 km na północ od Londynu. W 2011 roku civil parish liczyła 2720 mieszkańców.